# A&E Network
A&E ist ein über Kabel und Satellit ausstrahlender US-amerikanischer Privatsender mit Hauptsitz in Manhattan. A&E steht für Arts and Entertainment (Künste und Unterhaltung), was für viele Jahre auch im Titel des Senders stand. Der Sender strahlt sein Vollprogramm in den USA, in Kanada und Lateinamerika aus. Am 22. September 2014 ersetzte A&E Germany im deutschsprachigen Markt den Biography Channel.

## Allgemeine Informationen
Der Kanal AETV, der anfangs auf Biographien, Dokumentationen und Dramaserien spezialisiert war und heute unter anderem auch Reality-TV ausstrahlt, kann von mehr als 85 Millionen Haushalten in Kanada und den USA empfangen werden. Er ist das Aushängeschild der A&E Television Networks Gruppe, die auch den Biography Channel und den History Channel besitzt. Der Sender zeigte oft Auslandsproduktionen wie zum Beispiel Im Visier des MI5. Vorzugsweise wurden Eigenproduktionen von BBC gezeigt. Diese verschwanden mit dem Einsetzen mehrerer Reality-Shows.

## Sendungen
Erstausstrahlung
- Dog – Der Kopfgeldjäger (2004–2012)
- Criss Angel Mindfreak (2005–2010)
- The Cleaner (2008–2009)
- Steven Seagal: Lawman (2009–2010)
- The Glades (2010–2013)
- Breakout Kings (2011–2012)
- Longmire (2012–2017)
- Duck Dynasty (2012–2017)
- Bates Motel (2013–2017)
- Unforgettable (2015–2016)

Wiederholungen
- Criminal Minds
- Crossing Jordan – Pathologin mit Profil

## A&E HD

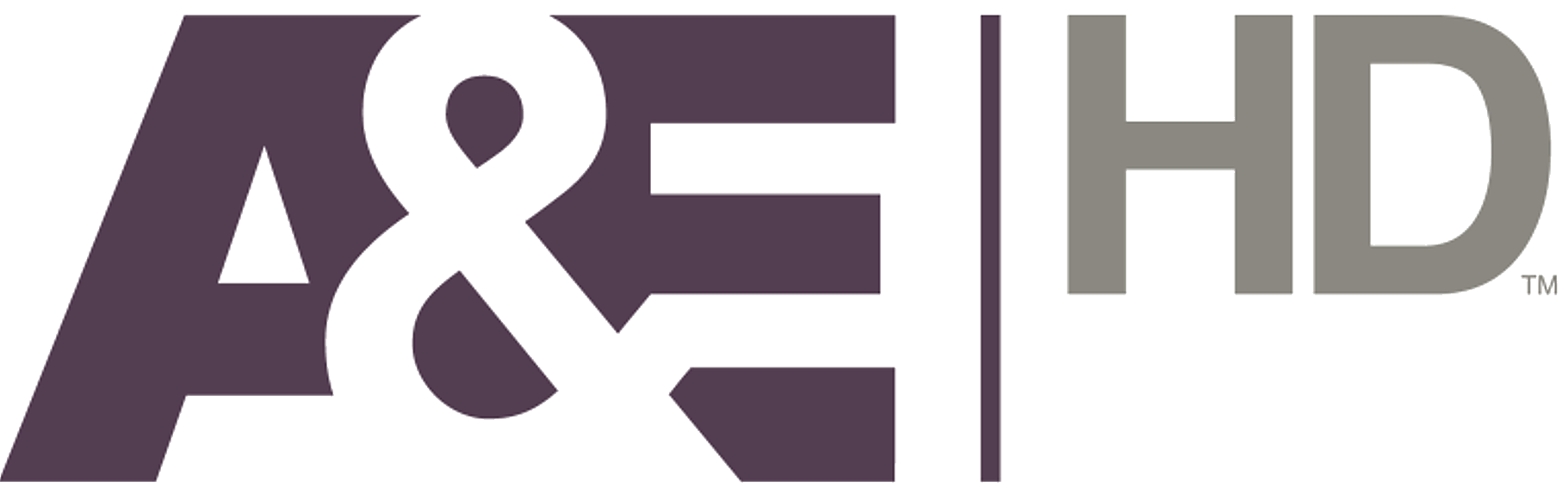
Logo von A&E HD

Am 4. September 2006 führte A&E einen 1080i-High-Definition-Sender ein, der zeitgleich dasselbe Programm wie A&E ausstrahlt.